# Nature Materials
Nature Materials, скорочено Nat. Mater. — рецензований науковий журнал, який видає Nature Portfolio. Перше видання вийшло у вересні 2002 року. Щороку виходить дванадцять номерів. Це багатодисциплінарний журнал, що публікує статті в галузі матеріалознавства та інженерії, а також статті, що стосуються фізики, хімії та біології.
Згідно зі статистичними даними ISI Web of Knowledge, цей імпакт-фактор ставить журнал на перше місце серед 139 журналів у категорії Фізична хімія, на перше місце серед 259 журналів у категорії Мультидисциплінарне матеріалознавство, на перше місце серед 143 журналів у категорії Прикладна фізика, а також перше з 67 журналів у категорії «Фізика, конденсовані речовини».

## Цілі та сфера застосування
Nature Materials — це щомісячний міждисциплінарний журнал, метою якого є об’єднання передових досліджень у всьому спектрі матеріалознавства та інженерії. Дослідження матеріалів є різноманітною дисципліною, яка швидко розвивається, і вона перейшла від переважно прикладної, інженерної спрямованості до позиції, де вона має дедалі більший вплив на інші класичні дисципліни, такі як фізика, хімія та біологія. Природні матеріали охоплюють усі прикладні та фундаментальні аспекти синтезу/обробки, структури/композиції, властивостей і продуктивності матеріалів, де «матеріали» визначаються як речовини в конденсованому стані (рідкі, тверді, колоїдні), розроблені або оброблені для технологічних цілей.
Nature Materials забезпечує форум для розвитку спільної ідентичності серед матеріалознавців, заохочуючи дослідників долати встановлені субдисциплінарні розриви. Щоб досягти цього та зміцнити згуртованість спільноти, журнал використовує міждисциплінарний, інтегрований та збалансований підхід до всіх сфер дослідження матеріалів, одночасно сприяючи обміну ідеями між науковцями, які працюють у різних дисциплінах. Nature Materials є цінним ресурсом для всіх науковців, як академічних, так і промислових, які беруть активну участь у процесі відкриття та розробки матеріалів і концепцій, пов’язаних з ними.

### Тематика
Напрямки досліджень, які висвітлюються в журналі, та не обмежуючись цими:
- Інженерно-конструкційні та будівельні матеріали (метали, сплави, кераміка, композити)
- Органічні та м'які матеріали (скло, колоїди, рідкі кристали, полімери)
- Біологічні, біомедичні та біомолекулярні матеріали
- Оптичні, фотонні та оптоелектронні матеріали
- Магнітні матеріали
- Матеріали для електроніки
- Надпровідні матеріали
- Каталітичні та розділові матеріали
- Матеріали для енергетики
- Наноматеріали та процеси
- Обчислення, моделювання та теорія матеріалів
- Поверхні та тонкі плівки
- Методи проектування, синтезу, обробки та визначення характеристик

Окрім первинних досліджень, Nature Materials також публікує оглядові статті, перспективи, новини та погляди, коментарі, листування, інтерв’ю та аналіз ширшої картини матеріалів.

## Редакційна колегія
Як і інші видання Nature Portfolio, Nature Materials не має зовнішньої редакційної ради. Натомість усі редакційні рішення приймає спеціальна команда професійних редакторів, які мають відповідні дослідження та досвід редагування.
Головний редактор з 2002 року і станом на 2023 рік — Вінсент Дусастр, який працює у видавництві.

## Реферування та індексування
Імпакт-фактор журналу в 2014 році склав 36,503. Згідно зі статистичними даними ISI Web of Knowledge, цей імпакт-фактор ставить журнал на перше місце серед 139 журналів у категорії Фізична хімія, на перше місце серед 259 журналів у категорії Мультидисциплінарне матеріалознавство, на перше місце серед 143 журналів у категорії Прикладна фізика, а також перше з 67 журналів у категорії «Фізика, конденсовані речовини».